# HR 8799 e
HR 8799 e è un pianeta extrasolare che orbita attorno alla stella bianca di sequenza principale HR 8799, situata nella costellazione di Pegaso a 129 anni luce dal sistema solare. È il pianeta più interno del sistema planetario.

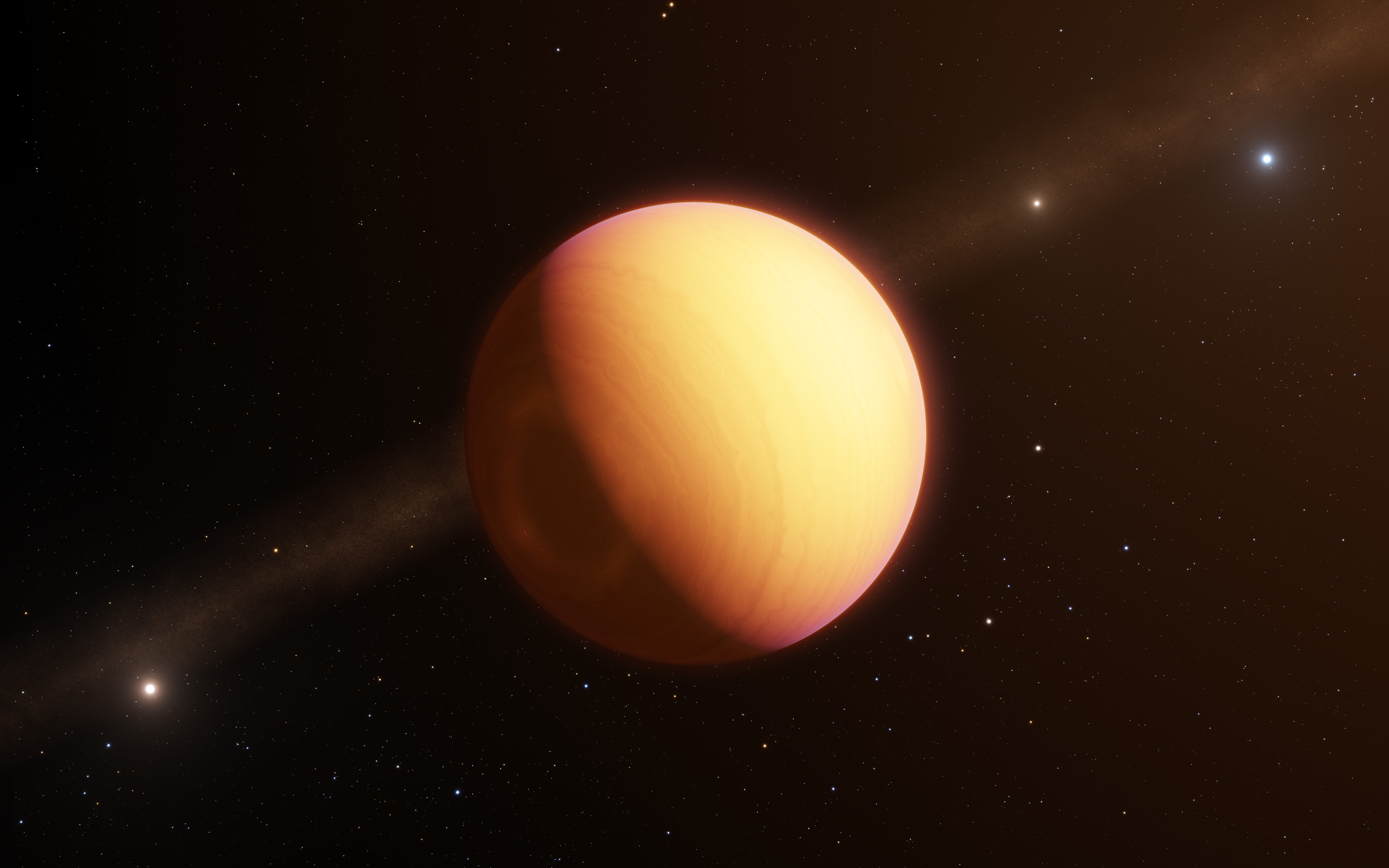
Rappresentazione artistica di HR 8799 e

## Caratteristiche
HR 8799 e è il quarto pianeta scoperto attorno ad HR 8799, il più interno del sistema. Si tratterebbe di un vasto gigante gassoso o forse di una sub-nana bruna di massa compresa tra 6 e 17 volte la massa di Giove che orbita attorno alla sua stella ad una distanza di circa 14,5 unità astronomiche; se si trovasse nel sistema solare, l'oggetto si troverebbe quasi a metà strada tra Saturno e Urano. Tale distanza è stata ricavata mediante la relazione tra la separazione angolare misurata tramite l'osservazione diretta e la distanza stimata della stella dalla Terra. Si calcola che il pianeta impieghi circa 50 anni per percorrere la propria orbita.
La scoperta del pianeta, annunciata il 1º novembre 2010, è stata resa possibile mediante le osservazioni della stella, nel biennio 2009-2010, nelle bande K ed L dell'infrarosso da parte dei telescopi Keck.
L'atmosfera dell'esopianeta è stata oggetto di un approfondito studio effettuato con lo strumento GRAVITY installato presso il VLT dell'ESO in modalità interferometrica. I risultati delle osservazioni, pubblicati a marzo 2019, hanno evidenziato che il pianeta avrebbe un'atmosfera con nubi ricche di polvere di ferro e di silicati. Unitamente ad un eccesso di monossido di carbonio, se ne evincerebbe che tale atmosfera sarebbe soggetta a violenti tempeste. S. Lacour, astronomo a guida del gruppo di ricerca, ritiene che: l'analisi ha dimostrato che HR8799e ha un'atmosfera che contiene molto più monossido di carbonio rispetto al metano, cosa che non ci si aspetta dalla chimica dell'equilibrio. Il risultato sarebbe spiegabile con venti verticali all'interno dell'atmosfera che impediscono al monossido di carbonio di reagire con l'idrogeno per formare metano. HR 8799 è anche il primo esopianeta osservato otticamente in modalità interferometrica.